# 野村健太郎 (俳優)
野村 健太郎（のむら けんたろう、本名同じ、1975年10月12日 - ）は、日本の元俳優。
愛媛県松山市出身。国士舘大学政経学部1部政治学科卒業。ニックネームは「のむけん」。ラックジェット事務所所属。

## 経歴
- 1996年　夏木陽介が主催する夏木プロダクションの劇団「夏アクターズスタジオ」第15期生として入団し、演劇活動を開始する。
- 2006年　日本の芸能事務所である、(株) オープンロードに所属。
- 2007年　ドラマ女帝にて、クレジットタイトルにおけるデビューを果たす。
- 2012年　愛媛県松山市在住の大葉健二 (かつての宇宙刑事ギャバンの主演俳優) が代表取締役を務めるイベント制作会社「ラックジェット」のアクションチーム・ラミーM5に所属し、演劇活動を継続。
- 2015年　愛媛県初のタレント事務所で、ドラマ・映画製作も行っている「Thank You!~ ZINNIA~」のドラマオーディションをきっかけに、自社製作の番組に出演をするなど、ローカル活動を開始。
- 2016年　大葉の薫陶を受けた後、地元の演劇集団を訪ね、1年間ローカル活動を通してラジオ番組に出演する事になる。
- 2017年　厳しい役者事情の中、2012年までの東京の俳優活動と、2013年以降の地元演劇活動をリタイアして 、愛媛県のテレビ局「あいテレビ」に入社。
- 2018年　映画赤い橋のある町でに出演が決まり、あいテレビを退社。その後、愛媛県松山市のバンダイナムコアミューズメントに就職。
- 2022年　Youtubeにて、野村健太郎チャンネルを開設。社会人生活と併用し、新たなるメディア活動を開始する。

## 人物・背景
- 1995年　4月、愛媛県私立新田高等学校を卒業後、憧れの西村和彦を目標として東京に上京し、国士舘大学に進学する。西村出身の「夏アクターズスタジオ」では当時一度も会う事は無かったが、数々の劇団や演劇学校を転々とする中、縁あって別の形で偶然にも13年後に加藤ローサ主演のドラマ女帝で西村と同じ回のシーンで共演し、初めての顔合わせをする事になる。
- 2011年　メタルヒーローシリーズに出演していた俳優・女優がオープンロードの演技講師を務めていた事から、その繋がりにより、アクション特別講師として招かれた渡洋史 (かつての宇宙刑事シャリバンの主演俳優) と出会う。その後、渡の持つアクションチームで殺陣・アクションを教わる。北岡龍貴から一時期ではあるが、アクションを教わっていた事があり、現在も交流がある。
- 「ラックジェット」では演劇活動と同時に、自分を拾ってくれた大葉への感謝の思いから東京時代に広げて来た人脈をフルに活用し、事務所の営業や業務提携に結び付く事業拡大にも力を注ぐ。その内容として、串田アキラが歌う宇宙刑事ギャバンの主題歌の中の歌詞『よろしく勇気 !』を合言葉に、イメージキャラクターやコマーシャルの話を推進したり大葉の定期的な講演会を持つなど、事務所独自の新プロジェクトにイベント企画・運営・マネージメント側としても携わった。
- 2013年　2012年11月、家庭の事情により地元の愛媛県松山市に帰郷するが、3月には、大葉健二企画・監修の舞台『夢街道』に、大葉アクション俳優塾の第1期生と出演し、地元での裾野を広げた。
- 2016年　FMがいや・冒険ラジオが、愛媛県で初のレギュラー番組となる。広島東洋カープの熱狂ファンであった為、1年間自前でカープのユニフォームを着て出演をする。25年ぶりのリーグ優勝と偶然時期が重なった為、カープネタ満載で盛り上がる最高の1年となった。
- 2018年　俳優の師匠である渡洋史とは、松山市で6年ぶりの再会を果たしており、幼少の頃からのファンである宇宙刑事シリーズの主演俳優を務めた大葉健二と渡洋史の直弟子である事を唯一の誇りとし、俳優業やイベント活動への取り組みを再開する事になるが、その後、映画赤い橋のある町での出演を最後に俳優業を完全に引退し、ラックジェット事務所に籍だけ残しては居るが、諦めた俳優業に代わる仕事を見つける為、大手アミューズメント企業バンダイナムコアミューズメントに就職し、新社会人としての生活を送る。
- 2022年　開設したYoutube、野村健太郎チャンネルは、今も継続中で現在に至る。

## 免許・資格
- 普通自動車免許中型一種。普通自動二輪免許中型。文部科学省英語検定試験2級。ホームヘルパー2級。重度訪問介護従業者。

## 出演作品

### ドラマ
- 木曜の怪談（1996年、フジテレビ）生徒 役
- 池袋ウエストゲートパーク（1999年、TBS）麻薬密売人 役
- ザ・ジャッジ（2003年、フジテレビ）幸一 役
- 女帝（2007年、テレビ朝日）大翔の部下・清水 役
- ろくでなしBLUES（2011年、日本テレビ）赤城の子分・生徒 役

### 映画
- ことばのおくりもの（2016年、松山市民映画) 街のチンピラ 役 11月6日 公開。
- 赤い橋のある町で（2018年、大洲長浜映画) 重野遼太郎 役 4月21日 公開。

### バラエティ
- 恋するアミパラ（1999年、テレビ朝日）旅番組で、桜金造とウェスタンショーを共演。
- 発掘!あるある大事典（1999年、フジテレビ）あるある研究員 役
- ぐるぐるナインティナイン冬の特別番組（2000年、日本テレビ）仕掛け人・ギャラリー 役
- スパスパ人間学!（2000年、TBS）覆面合コン大会
- さんまのSUPERからくりTV (2001年、TBS）サラリーマン 役
- ここがヘンだよ日本人（2001年、TBS) 中国人窃盗犯 役
- 特命リサーチ200X（2001年、日本テレビ）実験人 役
- アッコにおまかせ!（2002年、TBS）仕掛け人・ギャラリー 役
- みんなの夢をかなえ隊!（2013年、あいテレビ）スタッフとして出演。

### CM
- 朝日新聞（2001年）サッカーチームサポーター 役
- NTTコミュニケーションズ（2003年、テレビ東京で放映）野球チームボロボロの選手 役
- JR四国（2013年）リポーター 役

### PV
- キャノン（2000年）企業用プロモーションビデオ

### 舞台
- 12人の優しい日本人（1998年、夏木プロダクション・夏アクターズスタジオ舞台公演）7号 役
- 夢街道（2013年、大葉アクション俳優塾、第1期生舞台公演）雷照明弘 役

### ショー
- ウェスタンショー（1999年、日光ウェスタン村・アトラクション）
- キャラクターショー（2013年 - 中四国地方全域)

### ラジオ
- ホンマルラジオ（2015年、インターネットラジオ）リベカ師匠 with 杏樹彰人の音楽道場
- 冒険ラジオ（2016年、FMがいや 76.9MHz・宇和島ケーブルテレビ）レギュラー出演・サブパーソナリティー
- FMがいや年末トークライブ（2016年、FMがいや 76.9MHz・宇和島ケーブルテレビ）生放送